# 菲拉皮沙洛

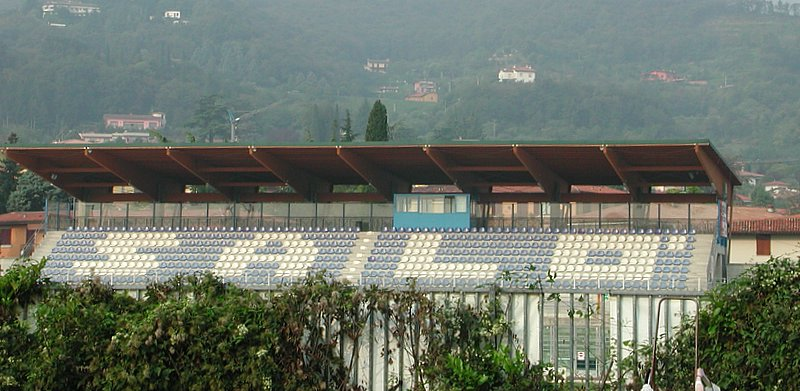
Stadio Lino Turina

菲拉皮沙洛（義大利語：FeralpiSalò），意大利職業足球會，成立於2009年，位於沙洛，現時於意大利足球乙级联赛作賽。球會於2009年夏天由兩支意丁球會菲拉皮及沙洛合併而成。

## 外部連結
- Official Website （页面存档备份，存于） Lega Pro
- Datasport: results, rankings and news about the Lega Pro